# Buslijn 37 (Rotterdam)
Buslijn 37 waren vier buslijnen in de gemeente Rotterdam en de gemeente Capelle aan den IJssel, die werden geëxploiteerd door de RET. De laatste lijn verbond het metrostation Capelsebrug via het IJssellandziekenhuis in Capelle aan den IJssel en het Lage Land met station Rotterdam Alexander en was een zogenaamde gemaksbus met beperkte dienst. Er hebben sinds 1953 vier lijnen met het lijnnumer 37 bestaan.

## Geschiedenis

### Lijn G en 37 I
In 1949 werd op de Linker Maasoever een buslijn G ingesteld tussen de Hillevliet en de Sportsingel. Op 1 november 1953 werd deze lijn vernummerd in lijn 37 en later doorgetrokken naar de nieuwe wijk Lombardijen. Op 2 september 1967 werd lijn 37 in het kader van de hernummering van het lijnennet vernummerd in lijn 67. In februari 1968 bij de ingebruikname van de metro werd lijn 67 opgeheven en opgenomen in de route van de nieuwe zuidlijnen 70 en 76.

### Lijn 37 II
Op 4 januari 1971 werd een nieuwe sneldienst ingesteld tussen de nieuwe wijk Ommoord via de Bosdreef en de Admiraal de Ruyterweg naar het Centraalstation. De lijn reed een beperkte dienst deels met gehuurde touringcars. Vanaf 29 juni 1971 was er in de spitsuren ook vervoer toegestaan in de richting tegengesteld aan de spits. Op 3 januari 1972 werd de lijn omgezet in een volwaardige lijn waarbij door de lijn de Ommoordse busbaan ingebruik werd genomen, destijds één van de eerste busbanen. Deze busbaan was aangelegd op het toekomstig tracé van de sneltram. In Ommoord kreeg de lijn een eindpunt op de Max Planckplaats naast het winkelcentrum Binnenhof. Op 12 maart 1979 werd de Ommoordse busbaan in verband met de aanleg van de sneltramlijn buiten gebruik gesteld en werd de lijn verlegd via de M.L. Kingweg en President Wilsonweg naar de Max Planckplaats.
De lijn groeide uit tot de zwaarste lijn van de RET en had in de spitsuren een frequentie van 4 minuten. Omdat men geen toestemming kreeg voor de aanschaf van gelede bussen (die door de komst van de sneltram weer overbodig zouden worden)
werd in de ochtendspits op elke dienst met twee bussen gereden die dan alternerend de haltes konden bedienen en daarmee de regelmaat verhogen. Na de opening van het eerste deel van de oostlijn van de metro in mei 1982 verviel deze regeling omdat een deel van de passagiers naar de metro overstapte. Bij de verlenging van de sneltram in mei 1983 naar Ommoord werd lijn 37 opgeheven.

### Lijn 37 III
Op 27 augustus 1990 werd een spitssneldienst 37 ingesteld. De lijn verbond in een halfuursdienst station Wilgenplas via Schiebroek en Hillegersberg met metrostation Kralingse Zoom. De lijn gaf aansluiting op de Hofpleinlijn en bood een snelle verbinding met de Erasmus universiteit. In 1997 werd de lijn, mede door de relatief geringe bezetting, in een bezuinigingsronde weer opgeheven.

### Lijn 37 IV
De vierde lijn 37 werd ingesteld in september 2002 en verbond Zevenkamp via Station Alexander en de Bosdreef met het Centraal Station. Doordeweeks overdag werd via de route van lijn 38 doorgereden naar het Marconiplein. Met deze lijn was de tweede lijn 37 grotendeels teruggekeerd.
In mei 2004 kreeg lijn 37 door de door te voeren bezuinigingen een andere route en reed vanaf Nesselande via Zevenkamp, station Alexander en Prinsenland naar het IJssellandziekenhuis. Het traject naar het Centraal Station en het Marconiplein verviel. Na de verlenging van de metrolijn naar Nesselande verviel het traject tussen Nesselande en Zevenkamp.
In januari 2006 werd het traject tussen Zevenkamp en station Alexander overgenomen door lijn 34, terwijl lijn 37 werd verlengd naar het metrostation Capelsebrug via Capelle aan den IJssel. 
In 2008 werd de lijn verlegd naar het busstation in Krimpen aan den IJssel om in 2010 weer naar de Capelsebrug terug te keren.
Op 10 januari 2021 werd de lijn wegens het geringe aantal passagiers opgeheven en in Capelle deels vervangen door Arriva buslijn 383 en een buurtbus.   